# Levi (ljudstvo)
Levi (latinsko Laevi) so bili ligursko ljudstvo v Transpadanski Galiji ob reki Ticino, ki so skupaj z Mariki zgradili mesto Ticinum (sodobna Pavia). Levi so se skupaj z Edui, Biturigi, Ambari, Arverni, Avlerki, Karnuti in Senoni pridružili Belovezovi selitvi proti Italiji.

## Izvor
Levije sta v svojih zapisih omenila Tit Livij:
Libui considunt post hos Salluuiique, prope antiquam gentem Laeuos Ligures incolentes circa Ticinum amnem.
Za starodavnimi ligurskimi Levi, ki živijo ob reki Ticino, se se mednje naselili tudi Libui in Saluvi.
- Tit Livij, Ab Urbe condita libri V, 35
in Plinij Starejši:
… Ligurum, ex quibus Laevi et Marici condidere Ticinum non procul a Pado.
… Liguri, od katerih so Levi in Mariki ustanovili Pavijo, prebivajo nedaleč od reke Pad.
- Plinij Starejši, Naturalis historia III, 124
Levi so bili torej ligursko ljudstvo, ki je živelo ob Ticinu v okolici sedanje Pavije. Po Liviju so bili eno od keltskih ljudstev, ki so vdrla na Apeninski polotok.
Polibij v nasprotju z njim trdi, da so bili "Levi  in Lebeki prvi prebivalci na zahodnem koncu [doline reke Pad], blizu izvirov Pada". Ljudstvi je uvrstil med cisalpske Kelte, kar so potrdili tudi najbolje obveščeni latinski avtorji, ki so jih uvrstili med Ligurce. Izkazalo se je tudi, da je imel Polibij nekoliko bolj shematičen pogled na geografijo Padske doline, saj na nekem drugem mestu navaja, da se Apenini in Alpe stikajo nad Marsiglio.

## Geografija
Zdi se, da so Levi v zgodovinskih časih živeli v spodnjem toku Ticina v okolici Pavije, vendar to stanje po keltski invaziji morda ne ustreza prvotnemu.
Smiselna je hipoteza, da so bili Levi nekoč razširjeni po celotnem toku Ticina. To morda nakazujeta  toponima Levo (del Stresa) v bližini jezera Maggiore kot tudi ime zgornje doline Ticina, ki se imenuje Val Leventina. Dolina bi se lahko imenovala tudi po Lepontih,  ki so morda spadali med Ligure, preden so jih absorbirali Kelti. Imeni ljudstev sta podobni, kar bi lahko kazalo na njun skupni izvor ali sorodnost.

## Družba
Živeli so v razpršenih majhnih skupinah hiš, zgrajenih večinoma iz blata, lesa in slame na dvignjenih zemljiščih, ki jih je bilo laže braniti. Ukvarjali so se predvsem z lovom in ribolovom. Pomembna središča Levijev so bila Lomello, Vigevano in Olevano. Skupaj z Mariki so ustanovili tudi Pavijo.